# Synapion
Synapion – rodzaj chrząszczy z rodziny pędrusiowatych, podrodziny Apioninae i plemienia Oxystomatini.
Takson ten opisany został w 1906 roku przez Friedricha Juliusa Schilsky'ego. Dawniej traktowany był jako podrodzaj z rodzaju Apion.
Chrząszcze o błyszczącym, pozornie bezwłosym ciele. Czułki smukłe, o drugim członie biczyka widocznie cieńszym niż pierwszy. Tarczka drobna, słabo widoczna. Rowki na pokrywach są u nich głębokie i rzadko punktowane, a barków brak.
Należą tu gatunki:
- Synapion ebeninum (W. Kirby, 1808)
- Synapion falzonii (Schatzmayr, 1922)

W Polsce występuje ten pierwszy.